# Наафкопф
Наафкопф (нім. Naafkopf — гора в Ліхтенштейні, Австрії, Швейцарії висотою — 2 570 м. Ця гора належить до гірського масиву Ретікон в Східних Альпах, поблизу австійсько-швейцарсько-ліхтенштейнського пограниччя.
Гора розташована в південно-східній частині Ліхтенштейну. На південний схід від столиці країни — Вадуца, в її підніжжі розкинулася комуна-община Трізен.